# Hanussen
Hanussen är en ungersk-västtysk-österrikisk dramafilm från 1988, regisserad av István Szabó. Den handlar om Erik Jan Hanussen som påstod sig ha övernaturliga förmågor. En tidigare film om Hanussens liv är den västtyska filmen Fjärrskådaren av O.W. Fischer och Georg Marischka från 1955.
Filmen utspelar sig mellan första världskriget och det i Berlin inträffade mordet på Hanussen år 1933.

## Rollista (i urval)
- Klaus Maria Brandauer – Klaus Schneider/Erik Jan Hanussen
- Erland Josephson – Emil Bettelheim
- Ildikó Bánsági – Betty
- Walter Schmidinger – Propagandachef
- Károly Eperjes – Tibor Nowotny
- Grażyna Szapołowska – Valery de la Meer
- Colette Pilz-Warren – Dagma
- Adrianna Biedrzyńska – Wally
- György Cserhalmi – Greve Trantow-Waldbach
- Michał Bajor – Becker
- Jiří Adamíra – Rattinger
- Gabriela Kownacka – Propagandachefens fru
- Ewa Błaszczyk – Henni Stahl